# 나카쿠니 타쿠로
나카쿠니 타쿠로(中國 卓郎, 4월 21일 ~ )는 일본의 남성 성우. 오피스CHK 소속. 가나가와현 출신

## 출연작품

### TV 애니메이션
2004년
- 고쿠센(미나미 유이치)

2006년
- 요시나가씨 집의 가고일(아빠, 히샴, 켄지, 피엘)
- 츠요키스~coolXsweet~(무라타 요헤이)

### OVA
2002년
- Happy World!(마루야마 시시오)

2003년
- 캐슬 판타지아 성마대전(휴이 엘저드):아토노 마츠리 (後野祭) 명의

2006년
- Angel's Feather(우에스기 나기)

### 게임
2002년
- 멘 앳 워크!3~헌터들의 청춘~ (라일 에인즈워스) : 아토노 마츠리 (後野祭) 명의

2003년
- 스타오션3 Till the End of Time (데메트리오)
- 천사가 없는 12월 (타치바나) : 아토노 마츠리 (後野祭) 명의

2004년
- 마왕의 딸들 (아몬) : 아토노 마츠리 (後野祭) 명의

2005년
- Angel's Feather (우에스기 나기)
- Angel's Feather 흑의 잔영·호박의 눈동자 (우에스기 나기)
- 데보의 둥지 (휴이 엘저드) : 아토노 마츠리 (後野祭) 명의
- 상황개시! (마치다 요시히로)
- F.E.A.R. 일본어판 (앨더스 비숍)

2006년
- 푸른하늘 마지카!! (미츠하) : 아토노 마츠리 (後野祭) 명의

2007년
- 워킹 DAYS (쿠루미자와 타쿠미) : 아토노 마츠리 (後野祭 )명의
- 드래곤 퀘스트 소드 가면의 여왕과 거울의 탑 (사이레스)